# Les Tournesols (chanson)
Pour les articles homonymes, voir Les Tournesols.
 (juillet 2018).
Si vous disposez d'ouvrages ou d'articles de référence ou si vous connaissez des sites web de qualité traitant du thème abordé ici, merci de compléter l'article en donnant les références utiles à sa vérifiabilité et en les liant à la section « Notes et références ».
Singles de Marc Lavoine
J'habite en jalousie
(1998) Fais semblant
(1999)
Les Tournesols est une chanson de Marc Lavoine parue sur l'album Septième Ciel et sortie en tant que son premier single le 30 août 1999.

## Liste des titres
Toutes les chansons sont écrites et composées par Marc Lavoine et Michel Cœuriot.
| 1. | Les Tournesols | 4:07 |
| 2. | Elle déserte   | 4:05 |

## Classements hebdomadaires
| Classement (1999) | Meilleure position |
| ----------------- | ------------------ |
| France (SNEP)     | 62                 |